# Thomas James Smith
Thomas James Smith (* 1830, 1835 oder 1840 in New York City; † 2. November 1870 in Abilene, Kansas) war Marshal der Stadt Abilene, die damals ein florierender Verladebahnhof für texanische Rinderherden war. Er wurde Opfer der damaligen Auseinandersetzungen um die neuen Gesetze zur Grundstückseinzäunung, die den Viehtrieb behinderten.

## Leben
Smith wurde als Sohn irischer Eltern in New York geboren. Über seine Kindheit gibt es nur wenige Angaben. Es wird vermutet, dass er in New York als junger Polizist gearbeitet hat. Wegen einer unglücklichen Liebesgeschichte sei er dann nach Westen gezogen.
Während der Bear-River-Unruhen in Wyoming soll er einen Freund aus dem Gefängnis befreit und ihn gegen einige Männer, die Selbstjustiz üben wollten, verteidigt haben.

### Marshal von Abilene
Am 7. Juni 1870 wurde Smith durch die Stadtväter zum Marshal ernannt. Nachdem im Oktober desselben Jahres die Cowboys die Stadt verlassen hatten, um nach Texas zurückzukehren, entbrannte ein Nachbarschaftsstreit außerhalb der Stadt. Während dieses Streits erschoss der Schotte Andrew McConnell seinen Nachbarn John Shea. McConnells Freund Moses Miles bezeugte die Tat und stellte sie als Notwehr dar. Die anderen Nachbarn legten jedoch Beweise vor, dass Miles’ Zeugenaussage falsch war.

### Smiths Tod
Nach einem erfolglosen Versuch, Miles zu verhaften, bat Sheriff Cramer Marshal Smith um seine Hilfe. Daraufhin ritten Smith und der Hilfssheriff McDonald am 2. November 1870 bewaffnet zu McConnells Grundstück. Smith ignorierte McConnells Warnung und betrat seine Hütte. McDonald floh, nachdem McConnell und Miles versucht hatten, Schüsse auf ihn abzugeben. Er hörte noch einen Schuss innerhalb der Hütte und schlug in Abilene Alarm.
Als der Hilfstrupp am Tatort ankam, fand er nur noch Smiths Leiche. McConnell und Miles waren bereits geflüchtet. Eine Rekonstruktion der Auseinandersetzung ergab, das McConnell Smith mit einem Schuss in der Brust traf. Während die beiden vor der Hütte gegeneinander kämpften, kam Miles von hinten und schlug dreimal mit einer Axt auf Smith ein, wobei er ihm beinahe den Kopf vom Rumpf abtrennte.

## Verurteilung der Mörder
Smith war so beliebt, dass die gesamte Stadt am Begräbnis teilnahm. McConnell und Miles wurden auf der Flucht gefangen und nach Abilene gebracht. Die aufgebrachte Bevölkerung drohte die beiden zu lynchen. Auch eine vorurteilsfreie Jury für die Gerichtsverhandlung konnte nicht zusammengestellt werden. Die beiden Männer wurden nach Manhattan im Riley County überführt und dort zu einer langjährigen Haftstrafe verurteilt.

## Verlegung der Grabstätte
Smith war in der schnell wachsenden Stadt in Vergessenheit geraten. 1904 erhielt J. G. Edwards jedoch die Genehmigung der Stadt, den Leichnam in eine bessere Grabstätte umzubetten. Das Ereignis wurde mit einer großen Feier gewürdigt, für die der aus Colorado angereiste T. C. Henry die Grabrede hielt.
Zu den Nachfolgern von Smith gehört auch der berühmte Wild Bill Hickok, der 1871 Marshal der Stadt war.